# Jüdischer Friedhof Merzig
Der jüdische Friedhof in Merzig wurde in den 1740er Jahren angelegt und urkundlich zum ersten Mal am 21. Mai 1748 erwähnt.

## Lage
Der Friedhof liegt am Fuß des Kreuzberges in Merzig, nordöstlich des Stadtkernes. Somit lag der Friedhof zur Zeit seiner Entstehung außerhalb des Ortes. Der Friedhof ist nur noch über einen Wanderweg zu erreichen. Er besitzt keine direkte Straßenanbindung.

## Geschichte

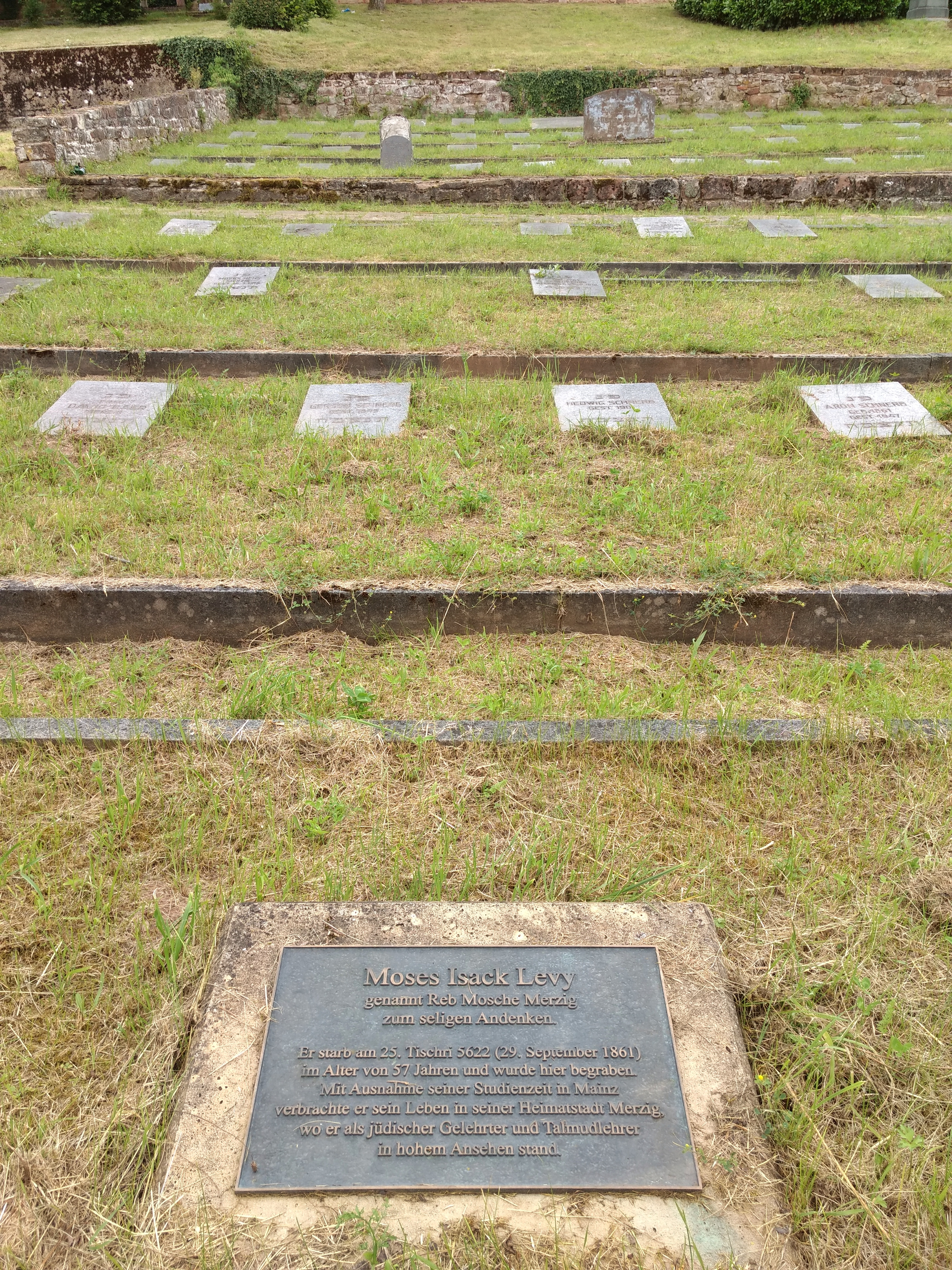
Gedenkplatte Moses Levy

Die Juden aus Merzig, Brotdorf und Hilbringen wurden hier bereits 1748 begraben und mussten nicht mehr in Freudenburg, im heutigen Rheinland-Pfalz, beigesetzt werden. Zu Beginn des 20. Jahrhunderts wurde der Friedhof jeweils in den Jahren 1904 und 1910 erweitert. Zur Zeit des Nationalsozialismus wurde der Friedhof zerstört und 1938 weitestgehend abgeräumt. 1949 wurde er, so weit wie möglich, wieder in Stand gesetzt. Die letzte Beisetzung fand im Jahr 1978 statt. Ende Februar 2006 wurde der Friedhof geschändet, mehrere Grabsteine wurden herausgerissen.

## Gedenkstätte
Seit 1949 befindet sich auf dem Friedhof ein Gedenkstein für den ehemaligen Merziger Rabbiner Moses Isack Levy, genannt Reb Mosche Merzig. Ihm zu Ehren wurde auch eine Straße in Merzig benannt. Ein weiterer Gedenkstein, den der saarländische Bildhauer Paul Schneider entwarf, wurde 2004 im Park der Andersdenkenden eingeweiht.